# فرد ريتش
فرد ريتش (بالإنجليزية: Freddie Rich)‏ هو عازف جاز وموسيقي وملحن وعازف بيانو أمريكي، ولد في 31 يناير 1898 في وارسو في بولندا، وتوفي في 8 سبتمبر 1956 في بيفرلي هيلز في الولايات المتحدة.

## وصلات خارجية
- فرد ريتش على موقع IMDb (الإنجليزية)
- فرد ريتش على موقع ميوزك برينز (الإنجليزية)
- فرد ريتش على موقع ميوزك برينز (الإنجليزية)
- فرد ريتش على موقع ديسكوغز (الإنجليزية)
- فرد ريتش على موقع قاعدة بيانات الفيلم (الإنجليزية)